# 하이블러프섬
하이블러프섬(High Bluff Island)은 캐나다 누나부트 준주 퀴키크탈룩 지방에 위치한 무인도이다. 허드슨 해협 배핀섬의 앞바다 섬이기도 하다. 가장 가까운 마을은 키미루트로, 33.6km 떨어진 곳에 있다.
이 부근의 다른 섬으로는 라부아섬, 위셔트섬, 누부르시르파랄룩섬, 리섬, 포더섬, 포들라테섬, 우갈라우티트섬, 블랙블러프섬, 아울라시빅섬, 이주리티악섬, 이비사트섬, 글래스고섬, 주엣섬, 빅섬이 있다.